# Ассоциация современной музыки
Ассоциа́ция совреме́нной му́зыки (сокращённо АСМ) — творческая и музыкально-общественная организация, возникшая в 1924 году в Москве. В 1926 году был создан филиал в Ленинграде. Организация основывалась как отделение Международного общества современной музыки. Целями и задачами Ассоциации были избраны пропаганда творчества современных советских композиторов и ознакомление с новыми сочинениями зарубежных композиторов.

## Состав и деятельность
Альтернативная композиторская организация, ориентированная на музыкальный авангард, основана Николаем Рославцем в 1923 году. Ассоциация современной музыки объединила крупных советских композиторов и музыкальных деятелей. В её состав вошли Анатолий Александров, Игорь Глебов (Асафьев), Владимир Держановский, Дмитрий Кабалевский, Николай Мясковский, Леонид Половинкин, Гавриил Попов, Самуил Фейнберг, Юрий Шапорин, Дмитрий Шостакович, Максимилиан Штейнберг, Владимир Щербачёв. Членами организации были также Александр Мосолов, Иосиф Шиллингер, Виссарион Шебалин, Виктор Беляев и другие. Были организованы серии концертов, где исполнялась музыка Малера, Шёнберга, Берга, Веберна, Кшенека, Хиндемита, а также отечественных композиторов экспериментального направления. Так, были осуществлены постановки опер «Воццек» Берга (Ленинград, 1927) и «Джонни наигрывает» Кшенека (Москва, 1929); премьеры Шестой симфонии Мясковского и Второй симфонии Шостаковича, Фортепианного концерта Мосолова и Скрипичного концерта Рославца, «Фрагментов» для нонета Алексея Животова, септета Попова, фортепианных сонат Самуила Фейнберга, Владимира Дешевова, Леонида Половинкина; публикации партитур (при участии Universal Edition, Вена); концерты советских композиторов в Берлине, Париже, Лондоне; посещение Москвы крупнейшими композиторами Запада — Бергом, Хиндемитом, Мийо, Онеггером (1927—1928). Издавались также АСМ-овские журналы «К новым берегам» (1923), «Музыкальная культура» (1924), «Современная музыка» (1924—1929) со статьями Игоря Глебова (Асафьева), Леонида Сабанеева, Владимира Держановского, Виктора Беляева и других. Однако АСМ просуществовала недолго — в 1931 году она была официально объявлена «сборищем чуждых пролетарской идеологии музыкантов». В том же году группа композиторов во главе с Н. Я. Мясковским, B. Я. Шебалиным и Д. Б. Кабалевским покинула ассоциацию.

## АСМ-2
Новая Ассоциация Современной Музыки (сокращённо ACM-2) сформировалась в январе 1990 года при активном участии композиторов Елены Фирсовой, Дмитрия Смирнова и Николая Корндорфа. Возглавил ассоциацию Эдисон Денисов. Членами АСМ-2 были Леонид Грабовский, Александр Кнайфель, Сергей Павленко, Александр Вустин, Владислав Шуть, Виктор Екимовский, Фарадж Караев, Вячеслав Артёмов, Владимир Тарнопольский, Александр Раскатов, Иван Соколов, Юрий Каспаров. Композиторы старшего поколения — в частности, София Губайдулина, Альфред Шнитке, Валентин Сильвестров и Тигран Мансурян — были приглашены присоединиться к АСМ-2.
В Москве и других городах страны АСМ-2 регулярно устраивала концерты, где звучала отечественная и зарубежная музыка XX века. На свои авторские концерты, организованные АСМ-2 в 1990-е годы, в Москву приезжали композиторы Пьер Булез, Карлхайнц Штокхаузен, Яннис Ксенакис, Анри Пуссер и ряд других не менее значительных авторов. На счету АСМ-2 организация большого количества крупных международных фестивалей и участие в зарубежных фестивальных программах современной музыки. В 1993 году русской музыке был посвящён фестиваль Радио-Франс «Presence» в Париже, который практически весь был построен на музыке композиторов АСМ. Специальные концерты отводились АСМ на фестивалях во Франкфурте (1991, 1992 и 1993), Вене (1991, 1998), Цюрихе (1992, 1994 и 1996), Сиэтле (2002) и др.
После смерти Эдисона Денисова в 1996 году Ассоциацию возглавил сначала Александр Вустин, а затем Виктор Екимовский, который был председателем по январь 2023 года. В качестве одной из творческих комиссий Союза композиторов России АСМ-2 проводила регулярные заседания, на которых прослушивались и обсуждались новые сочинения композиторов, как входящих в состав Ассоциации, так и её гостей. АСМ-2 тесно сотрудничала с российской секцией Международного общества современной музыки (RNS-ISCM — Russian National Section, the International Society for Contemporary Music) и Московским ансамблем современной музыки (MCME — Moscow contemporary music ensemble).